# Astacos
Astacos (en grec ancien : Ἀστακός, « homard ») également connue comme Olbia (la « prospère ») est une ancienne cité grecque de Propontide, en Bithynie, colonie de Mégare, fondée vers 712 av. J.-C. et détruite par Lysimaque. Selon l'historien Memnon d'Héraclée, la cité tirerait son nom d’un certain Astacos, homme magnanime et d’une grande noblesse.

## Histoire
Entre 730 et 550 av. J.-C., Mégare connaît une activité coloniale considérable : elle fonde Astacos, Chalcédoine, Byzance sur le Bosphore ; Héraclée du Pont en Bithynie et Megara Hyblaea en Sicile. La date admise pour la fondation d’Astacos est 712/711, soit la première année de la 17e Olympiade. Vers 435/434 av. J.-C., Astacos passe sous contrôle athénien : une clérouquie y est installée. Thucydide a parlé d’un tyran nommé Évarque, qui a régné de 430 à 420 av. J.-C.. Après la destruction d'Astacos par Lysimaque, le roi Nicomède Ier fonda sur ce site Nicomédie en 264 av. J.-C.

## Sources
- Pausanias, Description de la Grèce [détail des éditions] [lire en ligne], Livre V, Chap. 11.
- Thucydide, La Guerre du Péloponnèse [détail des éditions] [lire en ligne], Livre II